# Historia de Daca

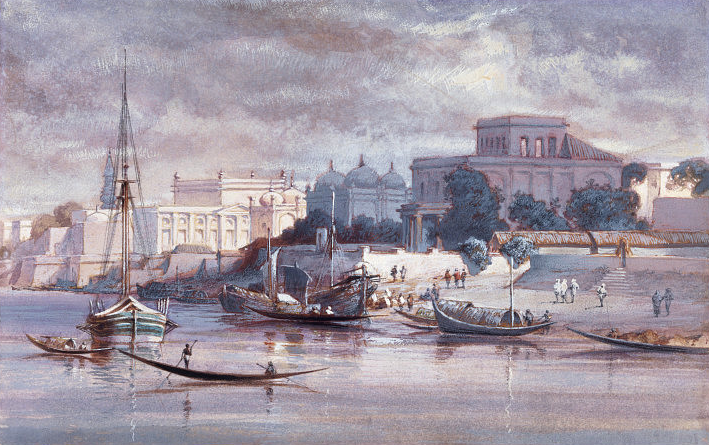
Ciudad de Daca al otro lado del río Buriganga : una pintura de Frederick William Alexander de Fabeck en 1861.

La historia de Daca, una de las megaciudades habitadas más antiguas del mundo, comienza con la existencia de los primeros asentamientos urbanizados en el área de lo que ahora se conoce como Daca, los cuales datan del siglo VII. El área de la ciudad fue gobernada por el reino hindú de Gauda, el budismo y el Imperio shivaísta de Pala antes de pasar al control de la dinastía hindú Sena en el siglo X. Después de la dinastía Sena, la ciudad fue gobernada por la dinastía hindú Deva. Daca fue gobernada sucesivamente por los turcos y gobernadores afganos descendientes del Sultanato de Delhi, seguido por el Sultanato de Bengala, antes de la llegada de los mogoles en el año 1608. La ciudad se convirtió en protoindustrializada y declarada capital de Subá de Bengala y capital comercial (financiera) de India Mogol. El puerto fluvial natural de Daca tiene una existencia registrada desde el siglo XVI. La ubicación ribereña estratégica de Daca en Bengala la convirtió en un centro para los comerciantes euroasiáticos, incluidos armenios, portugueses, franceses, holandeses y británicos. La bulliciosa ciudad vieja era conocida como la Venecia del Este. Después de los mogoles, los británicos gobernaron la región durante alrededor de 200 años hasta la independencia de la India en 1947. Cabe mencionar que después de la Independencia de Bangladés en 1971, Daca se convirtió en la capital oficia del nuevo estado.

## Etimología

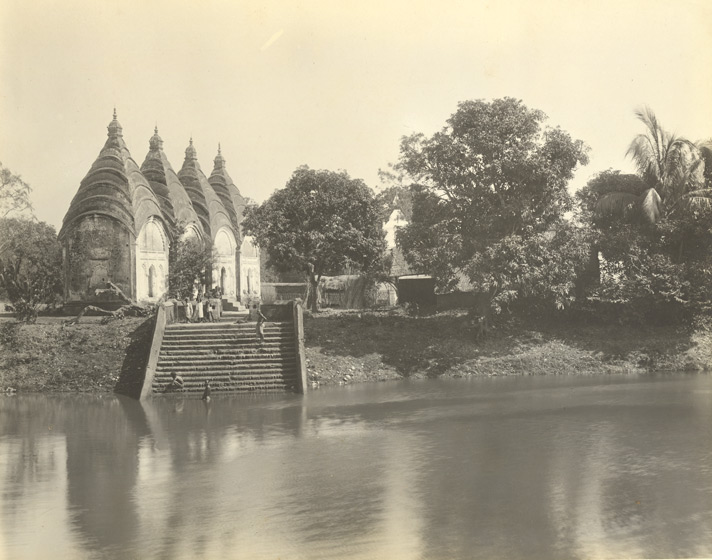
Templo Dhakeshwari en 1904

La historia de origen del nombre Dhaka no es definitiva. Pero hay varias suposiciones.
- El nombre surgió tras el establecimiento del templo Dhakeshwari construido por Raja Ballal Sena en el siglo XII y Dhakeswari es el nombre de la diosa Durga. Dhakeshwari también puede significar Diosa de Daca; por lo que el templo podría haber sido nombrado después de la región.

- Dhak (un instrumento membranófono) se usa como parte del festival Durga Puja en este templo y de ahí el nombre de Dhaka.

- La planta llamada Dhak (Butea monosperma) que se encontraba ampliamente en esa área.[4]

- En el siglo IV, en Allahabad Prsahasti (también Prayag Prashasti), un elogio del emperador Gupta Samudragupta, el poeta laureado Harisen mencionó a Dabaka y Dabaka finalmente se convirtió en Dhaka.[5]

- Rajatarangini, escrito por un brahmán de Cachemira, Kalhana dice que la región se conocía originalmente como Dhakka. La palabra Dhakka significa torre de vigilancia. Bikrampur y Sonargaon : las fortalezas anteriores de los gobernantes de Bengala estaban situadas cerca. Entonces Dhaka probablemente se usó como torre de vigilancia para el propósito de fortificación.[4]

## Reino de Kamarupa
El reino de Kamarupa, también conocido como Pragjyotisa, existió entre 350 y 1140. Según la crónica de Yogini Tantra, el límite sur del reino se extendía hasta la unión del río Brahmaputra y el río Shitalakshya que cubría la región de Daca. La dinastía Pala fue la última dinastía en gobernar toda la región de Kamarupa. Durante su reinado entre el siglo VIII y finales del siglo XI, Vikrampur, una región a 12 millas de Daca, fue su capital. Los gobernantes de Pala eran budistas, pero la mayoría de sus súbditos eran hindúes.

## Reino Sena
El fundador de la dinastía Sena, Hemanta Sen, formó parte de la dinastía Pala hasta que su imperio comenzó a debilitarse. Usurpó el poder y se proclamó rey en el año 1095. Luego, una comunidad mayoritariamente hindú pobló la región baja de Daca. Según el historiador Ahmad Hasan Dani, los tejedores (tantis) y los cortadores de conchas (sankharis) son los habitantes más antiguos de la ciudad. Shankhari Bazaar (mercado de cortadores de conchas), Tanti Bazaar (mercado de tejedores), Laksmi Bazaar y Bangla Bazaar eran los centros de mercado. Las casas adosadas de esas dos áreas tenían un frente angosto de 6 a 10 pies, una profundidad de 30 a 40 pies y una altura de hasta 4 pisos. Otras localidades de artesanos y empresarios incluyen Kumartoli (localidad de alfareros), Patuatuli (área de pintores de yute y seda), Sutrapur (área de carpinteros), Bania Nagar (área de comerciantes), Jalua Nagar (área de pescadores), Bania Nagar y Meta Nagar. Según una creencia popular, el templo de Dhakeshwari fue construido por Ballal Sena, el segundo gobernante de Sena. Otra tradición dice que había cincuenta y dos bazares y cincuenta y tres calles y la región adquirió el nombre de "Baunno Bazaar O Teppun Gulli".: 94 
Raja Danauja Rai fue uno de los últimos gobernantes hindúes que reinó sobre la región oriental de Bengala (incluida Dhaka) desde Sonargaon. En 1302, fue derrotado por el gobernante túrquico Shamsuddin Firuz Shah , quien había comenzado a expandir su reino desde Lakhnauti en el oeste de Bengala.

## Periodo del Sultanato

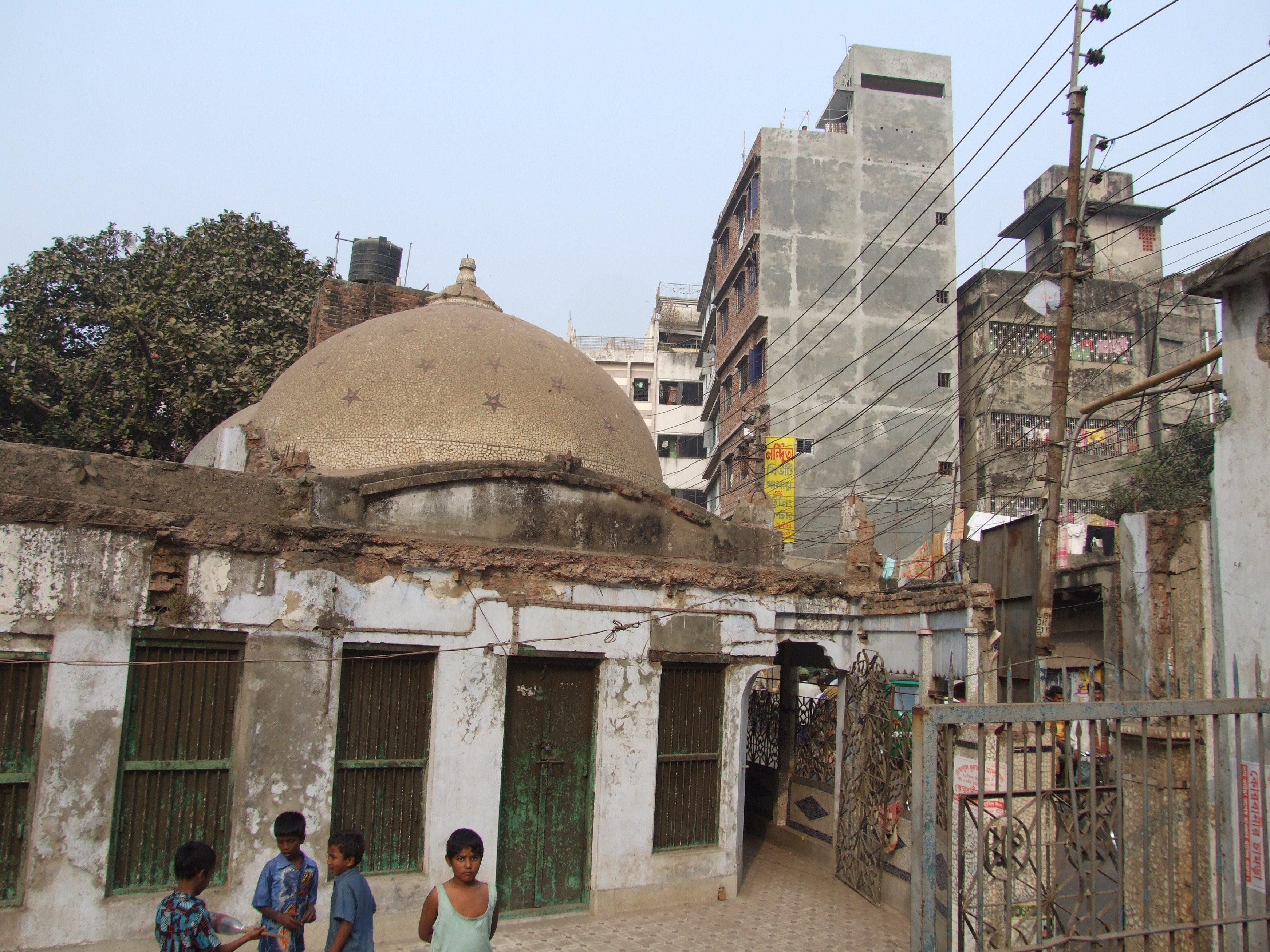
Mezquita Binat Bibi (construida en 1454): la mezquita más antigua conocida que sobrevive en Daa

A la llegada del Islam a esta región, los gobernantes turcos y afganos reinaron en la zona hasta finales del siglo XVI.
Con la derrota del gobernante turco independiente de Bengala Ghiyasuddin Bahadur Shah en 1324 por el ejército del sultán de Delhi Ghiyath al-Din Tughluq, Daca quedó bajo el dominio del Sultanato de Delhi por primera vez. Pero permaneció en gran medida dentro del Sultanato de Bengala independiente desde 1338 hasta 1576 bajo los gobernantes de diferentes dinastías, incluidos Fakhruddin Mubarak Shah, Shamsuddin Ilyas Shah, Alauddin Hussain Shah, Sher Shah Suri y Muhammad Khan Sur.

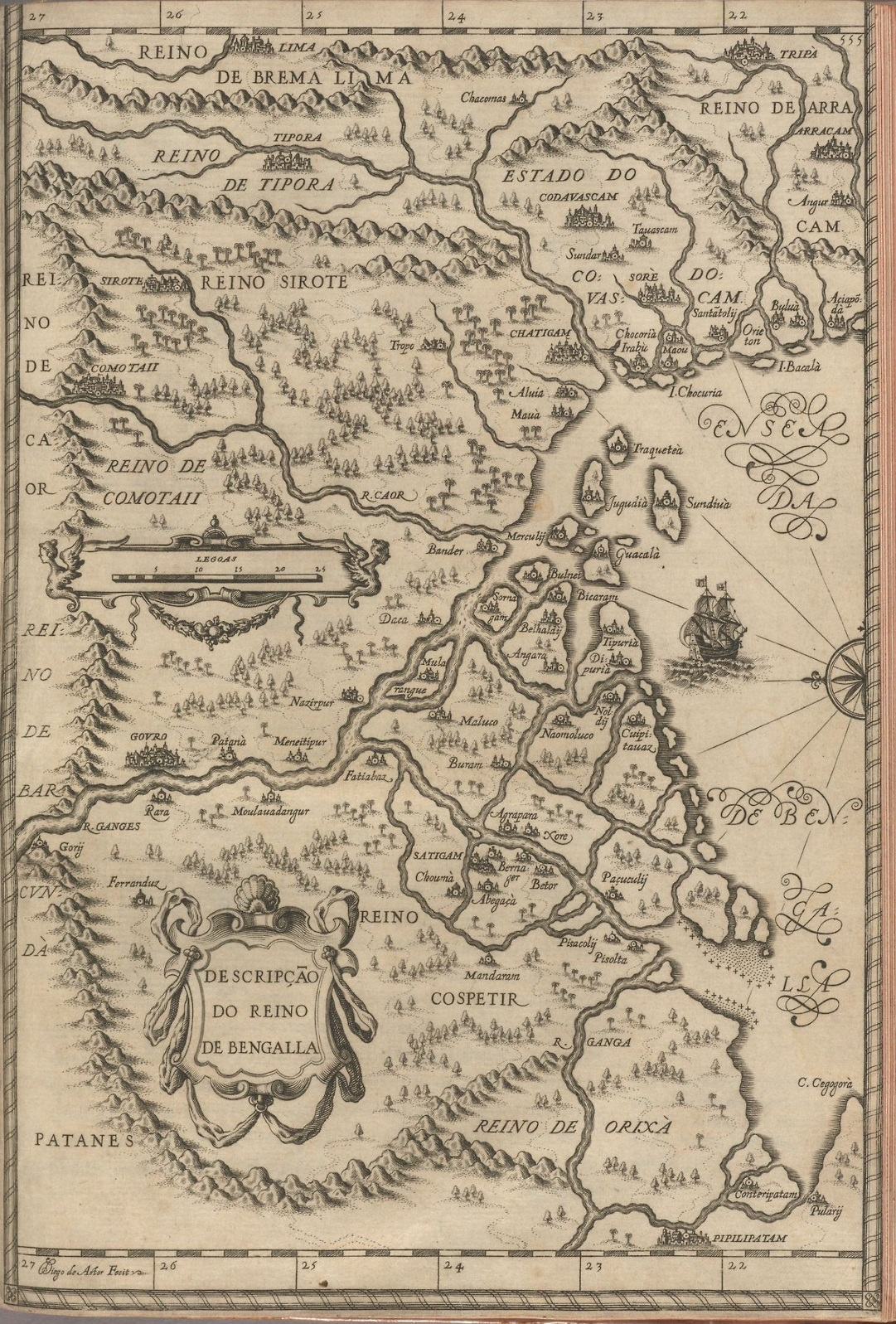
Mapa de 1550 de Joao de Barros: el primer mapa donde se encuentra una referencia a Dhaka. (El norte está a la izquierda, Daca está marcado en el medio)

Durante este período se construyó un fuerte afgano (también conocido como Old Fort of Dhaka; ahora Old Dhaka Central Jail). El historiador del siglo XVII Mirza Nathan describió la fortaleza en su libro Baharistan-i-Ghaibi como "rodeada de paredes de barro y la más grande y fuerte de la era pre-Mogol". Según la inscripción encontrada cerca del fuerte, la puerta de la Mezquita Naswallagali fue renovada en 1459.
En 1412, Shah Ali Baghdadi, un santo llegó a Delhi y luego vino a Daca donde se convirtió en discípulo de Shah Bahar de la Orden Chishti. Su santuario todavía existe en el área actual de Mirpur Thana.
La mezquita Binat Bibi se construyó en 1454 en el área de Narinda de Daca durante el reinado del sultán de Bengala, Nasiruddin Mahmud Shah (r. 1435-1459). Es la estructura de ladrillo más antigua que aún existe en la ciudad.
Alrededor de 1550, el historiador portugués João de Barros insertó por primera vez Dhaka en el mapa en su libro Décadas da Asia (Décadas de Asia) como Daca.
Daud Khan Karrani de la dinastía Karrani fue el último gobernante independiente del Sultanato de Bengala que tuvo el control de Daca hasta 1576.

## Gobierno mogol y ascenso como capital de Bengala
El Sultanato de Bengala entró en el dominio del Imperio Mogol durante el reinado del emperador Akbar después de la Batalla de Tukaroi (1575) y la Batalla de Rajmahal (1576) derrotando a la dinastía Karrani. Pero Daca estaba situada en la región de Bhati de Bengala, que albergaba varias fuerzas rebeldes dirigidas por Isa Khan (1529-1599) de Bara-Bhuiyans desde mediados hasta finales del siglo XVI. En ese sentido, Raja Man Singh, el general de Akbar, permaneció en Dhaka durante 1602-1604 para luchar contra los rebeldes Bara-Bhuiyan. Singh construyó los cuatro templos de Siva en el sitio del templo Dhakeshwari original en ruinas. Después de que el siguiente líder de Bara-Bhuiyans, Musa Khan, fuera sometido por el general mogol Islam Khan Chisti en 1608, Dhaka quedó directamente bajo el control de los mogoles. Esto fue referido como Thana (un puesto militar).
El nuevo subadar del Subá de Bengala, Islam Khan, transfirió la capital de Rajmahal a Daca en el año 1610. También renombró a Daca como Jahangirnagar (que significa Ciudad de Jahangir) en honor al emperador Jahangir. Debido a su ubicación justo al lado de algunas rutas fluviales principales, Daca fue un importante centro de negocios. La muselina se producía y comercializaba en esta zona. Aplastó con éxito las revueltas regionales en Jessore, Bakla (actual Barisal) y Bhulua (actual Noakhali) y puso a casi toda la provincia bajo el dominio mogol.
El Subadar Ibrahim Khan Fath-i-Jang (r. 1617-1624) comenzó la construcción de un fuerte (en las instalaciones de la antigua cárcel central de Daca). Sin embargo el príncipe rebelde Shah Jahan lo derrotó y mató en el año 1624 y cuando entró en Daca, "todos los elefantes, caballos y 4.000.000 de rupias en especie pertenecientes al Gobierno le fueron entregados". Después de una corta estadía, se mudó a la ciudad de Patna.: 6 
Nombrado en 1639 como el próximo subadar de Bengala, el príncipe Shuja construyó Bara Katra entre 1644 y 1646 en Daca para que sirviera como su residencia oficial. En 1642, Mir Murad construyó Hussaini Dalan, un santuario chiita. El Dhanmondi Shahi Eidgah fue construido por Mir Abul Qasim, Diwan de Shuja, en 1640 y la Mezquita Churihatta por Muhammad Beg en 1650. A finales de la década de 1640, por razones personales y políticas, trasladó la capital de nuevo a Rajmahal por lo que Daca se convirtió en una estación subordinada.
Debido a la agitación política, el emperador Aurangzeb envió a Mir Jumla a tratar con el príncipe Shuja. Persiguió a Shuja hasta Daca y llegó a la ciudad el 9 de mayo de 1660. Pero Shuja ya había huido a la región de Arakan . Cuando se ordenó a Jumla que se convirtiera en el próximo subadar del Subá de Bengala, Daca volvió a ser la capital de la región. Se dedicaba a actividades de construcción en Daca y sus suburbios: dos carreteras, dos puentes y una red de fuertes. Un fuerte en Tangi-Jamalpur custodiaba una de las carreteras que conectan Daca con los distritos del norte, que ahora se conoce como Mymensingh Road. Él construyó la Puerta Mir Jumlaen la frontera norte para defender la ciudad de los ataques de los piratas Magh. El viajero italiano Niccolao Manucci llegó a Daca en 1662-1663. Según él, Daca tenía un gran número de habitantes en comparación con el tamaño de la ciudad. La mayoría de las casas estaban construidas con paja. Solo había dos kuthis, uno de los ingleses y otro de los holandeses. Los barcos estaban cargados con finas telas blancas de algodón y seda. Un gran número de cristianos y portugueses blancos y negros residían en Dhaka.
Thomas Bowrey, un marino mercante británico, visitó Daca en la década de 1670. En su libro que lleva el nombre de "Una cuenta geográfica de los países alrededor de la Bahía de Bengala", mencionó lo siguiente:

"La ciudad de Daca es muy grande y espaciosa, pero se encuentra en un terreno bajo, pantanoso y pantanoso, y el agua de ese terreno es muy salobre, lo cual es el único inconveniente. Tiene, sin embargo, unas finísimas comodidades que lo compensan, disponiendo de un finísimo y caudaloso río que discurre junto a las murallas de la ciudad, navegable por barcos de 500 o 600 toneladas de carga. El agua del río, siendo un brazo del Ganges, es extraordinariamente buena, pero algunos residentes de la ciudad tienen que ir a buscarla y transportarla a cierta distancia, ya que la ciudad tiene no menos de 40 millas inglesas de circunferencia. Es una ciudad admirable por su grandeza, por sus magníficos edificios, y por la multitud de sus habitantes. Un ejército muy grande y potente, permanente y pagado tiene su base aquí, en un estado constante de preparación. También, muchos elefantes grandes, fuertes y majestuosos, entrenados para la batalla,"
Thomas Bowrey, marino mercante británico (Daca, 1670).

La construcción del fuerte de Lalbagh se inició en 1678 por el príncipe Muhammad Azam durante su gobierno de Bengala de 15 meses, pero antes de que el trabajo pudiera completarse, el emperador Aurangzeb lo llamó.
La mayor expansión de la ciudad tuvo lugar bajo el siguiente subadar mogol Shaista Khan (1664-1688). La ciudad entonces se extendía por 12 millas de largo y 8 millas de ancho y tenía una población de casi un millón de personas. La mezquita Babubazar, Choto Katra (1664), la mezquita Chawk (1676) y la mezquita Sat Gambuj (alrededor de 1680) se construyeron durante este período. Khan construyó las tumbas de Bibi Pari, Bibi Champa y Dara Begum. Un médico y viajero francés, François Bernier, visitó Daca en 1664 y registró sus recuerdos en su libro "Viajes en los Estados del Gran Mogol". Otro viajero francés, Jean-Baptiste Tavernier, llegó a Daca el 13 de enero de 1666 y conoció a Khan.: 144  Se refirió a Khan como "el tío del rey Aurangzeb y el hombre más inteligente de todo su reino".En 1682, William Hedges, el primer agente y gobernador de los asuntos de la Compañía de las Indias Orientales en la Bahía de Bengala, visitó Daca el 25 de octubre y se reunió con Khan para adquirir perwannas. Salió de Dhaka el 15 de diciembre después de un total de 51 días de estadía.: 156 . Francis Bradley Bradley-Birt, un escritor inglés, escribió en su libro de 1906 The Romance of an Eastern Capital– "Es verdaderamente la ciudad de Shaista Khan".: 172 
El príncipe Azim-ush-Shan se convirtió en el subadar del subá de Bengala en 1697. Debido al conflicto con Diwan Murshid Quli Khan, transfirió la capital de Daca a Rajmahal y luego a Patna en 1703. Murshid Khan también cambió su oficina a Mauksusabad (más tarde se le cambió el nombre a Murshidabad). Durante su administración, la Mezquita Kartalab Khan en el área actual de Begum Bazar fue construida durante 1701-1704.. La Mezquita Mirdha fue construida en 1704-1705 en el área de Atish Khana Mahalla.

### Economía
Bajo el Imperio Mogol, que tenía el 25% del PIB mundial, el subá de Bengala generó el 50% del PIB del imperio y el 12% del PIB mundial. Bengala, la provincia más rica del imperio, era una región próspera actualmente con una mayoría hindú bengalí y una minoría musulmana bengalí. Según el historiador económico Indrajit Ray, fue prominente a nivel mundial en industrias como la fabricación textil y la construcción naval.
La capital, Dhaka, tenía aproximadamente 80.000 tejedores textiles calificados. Era exportadora de textiles de seda y algodón, acero, salitre y productos agrícolas e industriales.

### Asentamientos portugueses
En la región de Bengala, los portugueses hicieron el principal centro comercial en Hooghly. Además, establecieron pequeños asentamientos en Dhaka alrededor de 1580.: 88  Ralph Fitch, un viajero inglés, registró en 1586 que los comerciantes portugueses estaban involucrados en el envío de arroz, algodón y productos de seda. Tavernier mencionó iglesias construidas en Daca por misioneros agustinos portugueses. En 1840, James Taylor, el cirujano civil de Daca, escribió que la estructura portuguesa más antigua existente en la actualidad, la Iglesia de Nuestra Señora del Rosario en Tejgaon, fue construida en 1599 por los misioneros. Pero según el historiador Ahmad Hasan Dani, fue construida en 1677. Joaquim Joseph A. Campos, editor de la Sociedad Asiática de Bengala, mencionó otras iglesias portuguesas en Daca: la Iglesia de San Nicolás de Tolentino, la Iglesia del Espíritu Santo y la Iglesia de Nuestra Señora Piedad.: 247–250  Los portugueses establecieron oficialmente una misión en Dhaka en 1616.
Sebastien Manrique, un misionero y viajero portugués, visitó Daca en septiembre de 1640 y pasó unos 27 días por la zona. Según él, la ciudad se extendía a lo largo del río Buriganga por más de cuatro millas y media desde Maneswar hasta Narinda y Fulbaria. Las comunidades cristianas vivían alrededor de estos suburbios en el oeste, este y norte. Mencionó además, "una iglesia pequeña pero hermosa con un convento" en Dhaka. En sus palabras,

"Esta es la ciudad principal de Bengala y la sede del principal Nababo o virrey, designado por el emperador, quien otorgó este virreinato, en varias ocasiones, a uno de sus hijos. Se encuentra en una amplia y hermosa llanura a orillas del famoso y aquí fructífero río Ganges, junto al cual la ciudad se extiende por más de legua y media"
Sebastien Manrique, misionero y viajero portugués (Daca, 1640).

En su conquista de Chittagong en manos del Reino de Mrauk U (1665-1666), Shaista Khan recibió 40 barcos de los portugueses para su flota naval. Una sección de los portugueses vino de Sandwip y Arakan y se establecieron en la orilla del río Ichamati (a unos 25 kilómetros (16 millas) al sur de Daca) en el área actual de Muktarpur-Mirkadim en Munshiganj, que lleva su nombre histórico de "Feringhi Bazar".: 89  Estaban principalmente involucrados en el comercio de sal.
En 1713, el sacerdote Anthony Barbier pasó la Navidad en una iglesia en Narinda, un barrio de Daca. En el mapa de 1780 del geógrafo inglés James Rennell, los colonos portugueses en Daca estaban cerca de esa iglesia (actual área de Narinda-Laxmibazar).

### Era Nawab
Alrededor de 1716-1717, Murshid Quli Khan se convirtió en Nazim (gobernador) de Bengala y Orissa y gobernó la región desde Murshidabad. El cargo de Naib Nazim (gobernador adjunto) se creó para administrar la región del este de Bengala desde Daca, conocida como Daca Niabat. Eran designados directamente por el gobernador. El primer Naib Nazim de Dhaka fue Khan Muhammad Ali Khan. El período 1716–1757, desde el reinado de Murshid Quli Khan hasta Sirajuddaula, se conoce como la Era Nawabi. El último gobernador Sirajuddaula perdió el control ante los británicos en la Batalla de Plassey en 1757. Desde entonces, el cargo de Naib Nazim de Dhaka estuvo en manos de uno favorecido por el Consejo de Fort William. Fue privado de los poderes administrativos y de ingresos de 1765 a 1822, manteniendo solo el título y una pequeña asignación de 1822 a 1843. El último Naib Naim Ghaziuddin Haider, conocido como Pagla Nawab, murió sin dejar ningún heredero en 1843 y el título de Naib Nazim se extinguió.: 34 
Los Naib Nazims inicialmente residían en el fuerte de Islam Khan (ahora ubicado en las instalaciones de la antigua cárcel central de Daca). Después de que los británicos tomaron el control del fuerte, los Naib Nazims se trasladaron al Bara Katra (Gran Palacio Caravasar). En 1766, el palacio Nimtali se convirtió en la residencia oficial de los Naib Nazims. Además de Nimtali Kuthi, otras dos construcciones notables durante el período fueron Chowk Bazaar, construido por Naib Nazim Mirza Lutfullah en 1728 y la Mezquita Armanitola en 1735.

### Asentamientos armenios
Los armenios se establecieron en Dhaka a principios del siglo XVIII. Establecieron lazos comerciales en yute y cuero con los mogoles y los nawabs. La Iglesia Armenia (Iglesia de la Santa Resurrección ) construida en 1781 en el área de Armanitola lleva la evidencia de su presencia. Desde que los británicos comenzaron a gobernar Bengala en 1757, los armenios se mudaron lentamente de esta área. La Escuela Pogose, la primera escuela privada en Daca, fue fundada en la década de 1830 por Nicholas Pogose, un comerciante armenio. En 1868, cinco de los seis zamindares europeos en Daca eran armenios: Nicholas Pogose, GC Paneati, J Stephan, JT Lucas y W Harney. La reformadora educativa y social inglesa Mary Carpenter visitó Daca en diciembre de 1875, hospedada por la familia Pogose. El último armenio sobreviviente, Michael Joseph Martin (Mikel Housep Martirossian), también el último guardián residente de la Iglesia armenia, dejó Daca en 2018.

## Gobierno de la Compañía Británica de las Indias Orientales (1793–1857)
Los ingleses establecieron formalmente sus fábricas en Daca en 1668.: 144  Su fábrica se encontraba en el campus actual de Dhaka College, mientras que la fábrica francesa en las instalaciones actuales de Ahsan Manzil y la fábrica holandesa en el área actual del Hospital Mitford.: 159–160  Los comerciantes ingleses ya estaban en la ciudad en 1666 cuando Tavernier la visitó.: 144 
En 1763, la fábrica inglesa fue amenazada por las tropas de Nawab Mir Qasim, junto con bandas itinerantes de faquires y sanyasis. El Consejo Provincial de Fort William en Calcuta envió al Capitán Archibald Swinton (1731–1804) a Daca y aseguró la fábrica con la ayuda del Capitán Grant de Chittagong y cipayos. Dejó Daca el 4 de agosto de 1763 después de 2 meses para resolver problemas. Después de la Batalla de Buxar en 1765, según el Tratado de Allahabad, East India Company fue nombrada recaudadora de impuestos imperial de la provincia Bengal-Bihar-Orissa por el emperador mogol. Swinton fue enviado nuevamente para hacerse cargo de la administración local en Daca. Antes de dejar el cargo en octubre de 1775, comenzó a planificar y construir el Nimtali Kuthi, un complejo palaciego para los Naib Nazim y el cual fue terminado en 1766.
La Compañía tomó el control total en 1793 cuando se abolió Nizamat (gobernación designada por el imperio Mogol). La ciudad luego se hizo conocida por su nombre en inglés, "Dacca". Debido a la guerra, la población de la ciudad se redujo drásticamente en un corto período de tiempo. Aunque una ciudad importante en la provincia de Bengala, Daca siguió siendo más pequeña que Kolkata, que sirvió como capital de la India británica durante un largo período de tiempo. Bajo el dominio británico, se desarrollaron muchas instituciones educativas modernas, obras públicas y municipios. Se introdujo un moderno sistema de suministro de agua en 1874 y el suministro de electricidad en 1878. El acantonamiento de Daca se estableció cerca de la ciudad, sirviendo como base para los soldados del Ejército Indio Británico. Daca sirvió como enlace estratégico a la frontera de los estados nororientales de Tripura y Assam.
Charles D'Oyly fue el coleccionista del distrito de Daca desde 1808 hasta 1811. Hizo una buena colección de folios de pintura de Daca en el libro "Antigüedades de Dacca". Estas pinturas exhibieron gran parte de las ruinas de Dhaka de la era mogol. Se adjuntaron breves relatos históricos de todas las pinturas. James Atkinson escribió estos relatos, acompañados de grabados hechos por Landseer.
En 1824, un obispo inglés, Reginald Heber, visitó Daca y conoció a Shamsuddaula (r. 1822–1831), el entonces naib-nazim de Daca, en Nimtali Kuthi. También conoció al cortesano de Shamsuddaula, Mir Ashraf Ali. El 10 de julio, Heber inauguró la iglesia de Santo Tomás (construida en 1821). Su capellán personal, Martin Stowe, enfermó y murió durante esta visita.
En 1835, el Dhaka College fue establecido como una escuela de inglés por el entonces cirujano civil Dr. James Taylor. Recibió el estatus de universidad en 1841. Los estudiantes locales musulmanes e hindúes, así como los armenios y portugueses, estuvieron entre los primeros graduados.
Los carruajes tirados por caballos se introdujeron en Dhaka como transporte público en 1856. El número de carruajes aumentó de 60 en 1867 a 600 en 1889.

### Ascenso del Estad Nabab de Daca
Bajo la promulgación del Establecimiento Permanente de Bengala por Charles Cornwallis en 1793, el gobierno de la Compañía y los zamindars bengalíes acordaron fijar los ingresos que se recaudarían de la tierra. Como resultado, el Estado Nabab de Daca creció hasta convertirse en el zamindari más grande de Bengala Oriental. Fue fundada por el comerciante de origen cachemir Khwaja Hafizullah Kashmiri y su sobrino Khwaja Alimullah. Un centro de comercio francés se convierte en la residencia de los Nababs de Daca en 1830. Más tarde se convirtió en un palacio y se llamó Ahsan Manzil. La herencia pagó 320.964 rupias según acuerdo con el gobierno de la Compañía en 1904. En 1952, la finca fue abolida de acuerdo con la Ley de tenencia y adquisición de fincas de Bengala Oriental.

## Gobierno del Raj Británico (1858-1947)
Durante la rebelión de la India de 1857 (también conocida como motín de los cipayos), alrededor de 260 cipayos estaban estacionados en el fuerte de Lalbagh.: 160  El 22 de noviembre de 1857, por temor a las órdenes de desarme de los oficiales británicos, estalló una escaramuza. Alrededor de 40 cipayos fueron asesinados, algunos arrestados y otros huyeron a las selvas hacia Mymensingh.: 161  Para el 30 de noviembre, 11 cipayos fueron ahorcados públicamente como castigo por un juicio de consejo de guerra constituido apresuradamente. El lugar se convierte en Victoria Park más tarde y se le cambió el nombre a Bahadur Shah Park en 1958.: 162  Después de la rebelión fallida, el gobierno de la Compañía Británica de las Indias Orientales terminó y la Corona británica tomó el control directo de la región en 1858.
El municipio de Dacca se estableció el 1 de agosto de 1864. En ese momento, el área de Daca era de 20,72 kilómetros cuadrados con una población de alrededor de 52.000 habitantes. Buckland Bund fue construido bajo un esquema por el entonces Comisionado de la Ciudad Charles Thomas Buckland en 1864 para proteger a Daca de las inundaciones y la erosión del río.
En 1860, se instaló la primera imprenta Bangala Jantra en Daca y también se fundó el primer periódico de Daca, Kabita Kusumabali, ese mismo año. El primer grupo de teatro de Dhaka, Purbabanga Rangabhumi, se estableció en la década de 1870. Dhaka Prakash, el primer periódico en idioma bengalí en Daca, se publicó el 7 de marzo de 1861.
El 9 de septiembre de 1866, George Cotton , obispo de Calcuta , visitó Dhaka.: 131 
Dos terremotos el 10 de abril y el 11 de mayo de 1872 causaron daños a varias casas y edificios públicos en Dhaka y en las cercanías de Tejgaon.
En 1885, se construyó la línea férrea entre Dhaka y Narayanganj Mymensingh se conectó con Dhaka en 1889. Los automóviles privados fueron propiedad de la década de 1910 y los taxis y rickshaws se introdujeron en la década de 1930.
Los primeros registros de tornados azotados por Daca fueron el 7 de abril de 1888 y el 12 de abril de 1902, que mataron a 118 y 88 respectivamente. El daño a la propiedad de la ciudad se estimó en 70.000 libras esterlinas.
El 16 de marzo de 1892, el Nabab Ahsanullah invitó a una aeronauta profesional, Jeanette Rummary (que realizó saltos en paracaídas desde globos de humo con Park Van Tassel usando el nombre artístico de Jeannette Van Tassel. Un periódico informó que miles de lugareños se reunieron alrededor del palacio en el ocasión. Después de un lanzamiento exitoso del globo, saltó para descender en paracaídas, pero aterrizó en un gran árbol en Ramna Garden en Shahbagh. Su rescate del árbol salió mal y ella se cayó del árbol y sufrió heridas graves por las que murió dos días después. Como la primera aviadora en Daca, fue enterrada en el cementerio cristiano de Narinda.
La Conferencia Provincial de Bengala de 3 días se llevó a cabo en Daca del 30 de mayo al 1 de junio de 1898. El presidente Kali Charan Banerjee y el escritor Rabindranath Tagore pronunciaron discursos durante el evento.
El entonces virrey de la India, Lord Curzon, visitó Daca del 18 al 19 de febrero de 1904, hospedado por la familia Nabab. Puso la primera piedra de Curzon Hall. En el mes de julio de 1905, decidió hacer efectiva la Partición de Bengala y Daca devino la capital de la nueva provincia, Bengala Oriental y Assam, el 16 de octubre. Joseph Bampfylde Fuller asumió su cargo en Daca como primer teniente gobernador de la región. La partición fue revocada en 1911 y Dhaka se convirtió en una ciudad de distrito el 1 de abril de 1912.
La vigésima sesión de la Conferencia Educativa Mahoma de Toda la India se llevó a cabo en Ishrat Manzil, en la actual área de Shahbag en Dhaka, del 27 al 30 de diciembre de 1906. El último día, se formó el partido político Liga Musulmana de toda la India, con el objetivo del establecimiento de un estado-nación separado de mayoría musulmana.
Eden College se fundó en 1880. Narendra Narayan Roy Choudhury, propietario de Baldah Estate, construyó Baldha Garden en 1909. La Universidad de Daca se estableció en 1921. Philip Hartog se convirtió en el primer vicerrector de la universidad. La Escuela de Ingeniería Ahsanullah (ahora Universidad de Ingeniería y Tecnología de Bangladés) se estableció en 1912 con una subvención sustancial y patrocinio de la familia Dhaka Nawab.
Durante la Segunda Guerra Mundial, la Fuerza Aérea de los Estados Unidos tenía el Hospital de la Estación 198 de 450 camas que servía a dos bases aéreas: en Tejgaon y Kurmitola. Los hospitales estuvieron activos durante 1944-1946.

## Capital de Bengala Oriental (1947-1971)
Tras la Partición de la India en agosto de 1947, Dhaka se convirtió en la capital de Bengala Oriental bajo el Dominio de Pakistán. La ciudad fue testigo de una grave violencia comunal que dejó miles de muertos. Una gran proporción de la población hindú de la ciudad partió hacia la India, mientras que la ciudad recibió a cientos de miles de inmigrantes musulmanes de los estados indios de Bengala Occidental, Assam y Bihar. La población aumentó de 335.925 en 1951 a 556.712 en 1961 registrando un aumento del 65,7 por ciento. Como el centro de la política regional, Daca vio un número creciente de huelgas políticas e incidentes de violencia. La propuesta de adoptar el idioma urdu como el único idioma oficial de Pakistán dio lugar a marchas de protesta y huelgas que involucraron a cientos de miles de personas en el Movimiento del Idioma Bengalí. Las protestas pronto degeneraron en una violencia generalizada después de que los disparos de la policía mataran a estudiantes que se manifestaban pacíficamente. La ley marcial se impuso en toda la ciudad durante un largo período de tiempo.
Durante los disturbios de 1964 en Pakistán Oriental, al menos 1000 personas murieron en disturbios comunales contra los hindúes bengalíes en Daca. El incidente fue instigado por un presunto robo de lo que se creía que era el cabello de Mahoma del Santuario de Hazratbal en Jammu y Cachemira en la India.
El arresto del político bengalí Sheikh Mujibur Rahman en 1968 también provocaría intensas protestas políticas y violencia contra el régimen militar de Ayub Khan. El ciclón Bhola de 1970 devastó gran parte de la región y mató a numerosas personas. Más de la mitad de la ciudad de Daca quedó inundada y anegada, con millones de personas abandonadas. El mismo año, Rahman obtuvo una victoria aplastante en las elecciones generales siendo elegido como el próximo presidente de Pakistán. Sin embargo, tanto los gobernantes militares de Pakistán Occidental como el mayor partido de oposición, el líder del Partido Popular de Pakistán, Zulfikar Ali Bhuttose se negaron a entregar la presidencia a los líderes del Pakistán Oriental. El 7 de marzo de 1971, Rahman celebró una reunión nacionalista masiva en Race Course Ground que atrajo a aproximadamente un millón de personas. Impulsando la ira pública contra la discriminación étnica y regional y los pobres esfuerzos de socorro por parte del gobierno central, la reunión precedió a un consenso casi total entre la población del este de Pakistán para un movimiento independiente. En respuesta, el 25 de marzo de 1971, en medio de la noche, el ejército de Pakistán lanzó la Operación Searchlight, que condujo al arresto, la tortura y el asesinato de cientos de miles de personas, solo en esa noche. Como resultado, en nombre de Rahman, un comandante del ejército bengalí llamado Ziaur Rahman (más tarde general y presidente) declaró la independencia de Bangladés el 26 de marzo de 1971. Esto resultó en un nuevo genocidio masivo de aproximadamente 3 millones de personas. Los ciudadanos e intelectuales de Daca fueron las mayores víctimas de este genocidio masivo. La caída de la ciudad ante el ejército indio el 16 de diciembre de 1971 marcó la creación del estado independiente de Bangladés. Daca se convirtió en la capital de Bangladés.
Varios desarrollos arquitectónicos notables tuvieron lugar en Dhaka durante este período. Holy Family Hospital se construyó en marzo de 1953. New Market se estableció en Azimpur en 1954. Dhaka College se trasladó a Dhanmondi en julio de 1956. La estación de tren de Kamalapur se estableció en 1969.
El Segundo Rally Automovilístico de Carreteras de Asia comenzó en la ciudad de Teherán en Irán, el 7 de noviembre de 1970 y terminó en la ciudad de Daca el 15 de noviembre, pasando por Afganistán, Pakistán Occidental, India y Nepal. Fue patrocinado por la Comisión Económica de las Naciones Unidas para Asia y el Lejano Oriente (ECAFE) para promover el comercio y el turismo mediante la publicidad de redes viales mejoradas en todo el continente.
El Papa Pablo VI visitó la ciudad de Daca el 26 de noviembre de 1970; también el Papa Juan Pablo II en noviembre de 1986 y el Papa Francisco en noviembre de 2017.

## Post-Independencia de Bangladés (1971-presente)
A pesar de la independencia, la agitación política continuó afectando a la gente de Daca. Las operaciones del ejército de Pakistán habían matado o desplazado a millones de personas, y el nuevo estado luchó para hacer frente a los desafíos humanitarios. El año 1975 vio el asesinato de Sheikh Mujib y tres golpes militares. La ciudad vería la restauración del orden bajo el gobierno militar, pero el desorden político aumentaría a mediados de la década de 1980 con el movimiento prodemocrático liderado por la Liga Awami de Bangladés y el Partido Nacionalista de Bangladés. Las huelgas y protestas políticas y estudiantiles perturbaron rutinariamente la vida de la gente de Daca. Sin embargo, el período posterior a la independencia también ha visto un crecimiento masivo de la población, atrayendo a trabajadores migrantes de las zonas rurales de Bangladés. Un auge inmobiliario siguió al desarrollo de nuevos asentamientos como Gulshan, Banani y Motijheel. Daca fue sede de la cumbre inaugural de la Asociación del Sur de Asia para la Cooperación Regional (1985), la cumbre del grupo D8 (1999) y tres eventos de los Juegos del Sur de Asia (1985, 1993 y 2010).
En 1982, la ortografía inglesa de la ciudad se cambió oficialmente de Dacca a "Dhaka" (en inglés) y "Daca" (en español).
En 1983, se creó City Corporation para gobernar Daca y su población llegó a 3.440.147 y cubría un área de 400 kilómetros cuadrados. La ciudad estaba dividida en 75 distritos. Bajo una nueva ley en 1993, la primera elección se llevó a cabo en 1994 y Mohammad Hanif se convirtió en el primer alcalde electo de Daca. En 2011, Dhaka City Corporation se dividió en dos corporaciones separadas: DCC North y DCC South y en las elecciones de 2015, Annisul Huq y Sayeed Khokon fueron elegidos alcaldes de las respectivas corporaciones. En julio de 2017, se agregaron 36 nuevos distritos a las dos corporaciones de la ciudad.
El Metro de Daca comenzó a operar en diciembre de 2022.
A diciembre de 2022, Dhaka tiene una población estimada de más de 22,4 millones, lo que la convierte en la ciudad más grande de Bangladés y la cuarta ciudad más grande del mundo.